# Vivianit
Vivianit (Werner, 1817) je jednoklonný minerál s chemickým vzorcem Fe3(PO4)2·8(H2O). Je členem vivianitové skupiny minerálů. Byl pojmenován po svém objeviteli: John Henry Vivian (1785-1855), jenž byl anglický politik, majitel dolu a mineralog.

## Původ
Druhotný minerál v oxidačních zónách ložisek železných rud, součást žulových pegmatitů. Nahrazuje organický materiál ve zkamenělých kostech, jezerních sedimentech, rašeliništích a jinde. Vzácně se vyskytuje v jeskyních.

## Morfologie
Krystaly mohou být prizmatické; zploštělé podle {100} a {010}. Agregáty vláknité, kuličkovité, zemité a radiálně paprsčité.

## Vlastnosti
- Fyzikální vlastnosti: Tvrdost 1,5–2, hustota 2,6–2,7 g/cm³, štěpnost výborná podle {010}, lom nerovný (vláknitý). Soudržnost: dá se řezat nožem, destičkovité krystaly jsou ohebné.
- Optické vlastnosti: Barva: bílá nebo lehce namodralá, rychle se mění (díky oxidaci Fe2+ na Fe3+) na temné odstíny modré – zelenomodrou, indigově modrou, černomodrou. Lesk skelný, perleťový, matný (zemité agregáty), průhlednost: průhledný, průsvitný, opakní, vryp bílý, rychle modrá.
- Chemické vlastnosti: Složení: Fe 33,40 %, P 12,35 %, H 3,22 %, O 51,03 % s častými příměsemi Mn, Mg, Ca. Před dmuchavkou červená a mění se v magnetickou kuličku. Rozpustný v kyselinách.

## Podobné minerály
- lazurit

## Parageneze
Nejčastěji se vyskytuje v asociaci se sideritem, limonitem, pyritem, pyrhotinem, ludlamitem nebo metavivianitem

## Využití
Někdy se používá jako drahý kámen – kabošony, fasetové brusy.

## Naleziště
Hojný minerál:
- Česko – Příbram, Jáchymov, Chvaletice;
- Slovensko – Kremnica, Medzev, Smolník;
- Německo – Auerbach, Waldsassen, Ehrenfriedersdorf;
- Ukrajina – Kerč;
- Kamerun – N'gaoundere (krystaly přesahující 1 m);
- a další.